# Médina de Béjaïa
La Médina de Béjaïa ou vieille ville de Béjaïa, est la partie historique de la ville de Béjaïa en Algérie. Elle correspond à l'ancienne ville punique, romaine puis  musulmane médiévale, largement remaniée durant la période coloniale.

## Histoire
La vieille ville correspond au comptoir punique qui deviendra par la suite une ville et colonie romaine (Saldae). Elle passe sous domination vandale au Ve siècle, puis arabe en 708. Au Xe siècle elle est habitée principalement par des Andalous à qui elle doit ses influences hispano-mauresques.
C'est sous la dynastie berbère des Hammadides qu'elle prend son essor. Auparavant simple port de pêche elle devient la capitale de leur royaume, remplaçant la Kalâa des Béni Hammad menacée, et une place commerciale importante en Méditerranée. Elle devient rapidement la principale ville du Maghreb central et atteint 100 000 habitants.
Au XIVe siècle, la ville est le siège d'une principauté hafside et commerce avec les États chrétiens. En 1509, elle est prise par les Espagnols, avant de rentrer en 1555 dans l'orbite de la Régence d'Alger où elle est largement éclipsée par la nouvelle capitale : Alger.

## Galerie

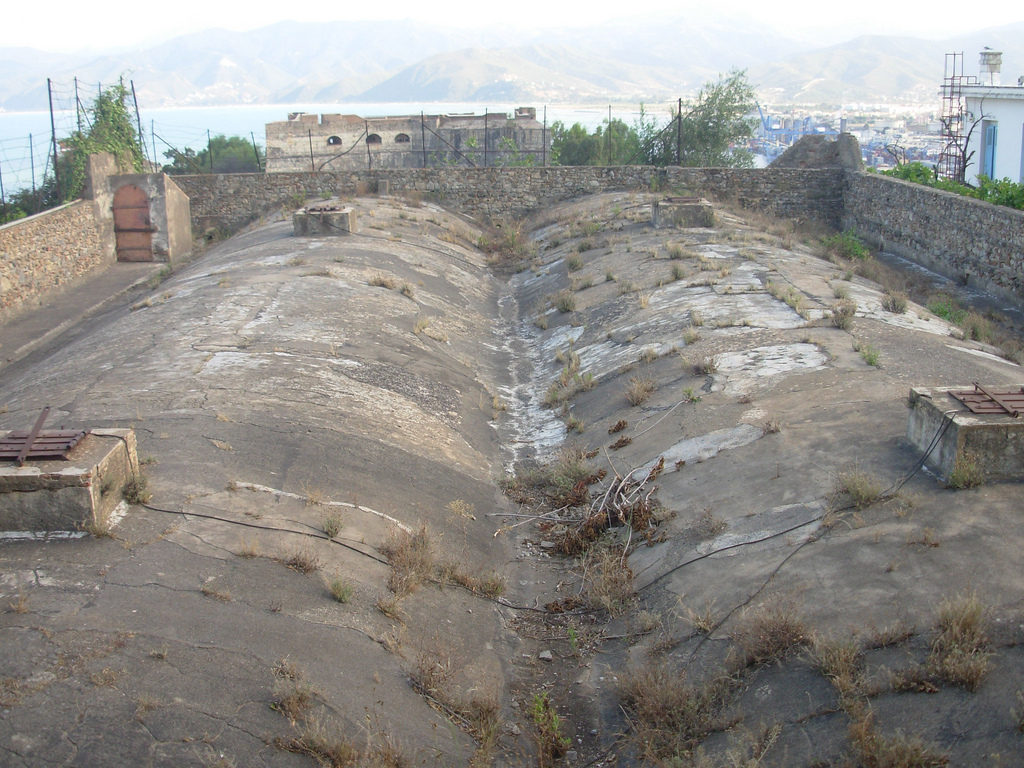
Citerne romaine.
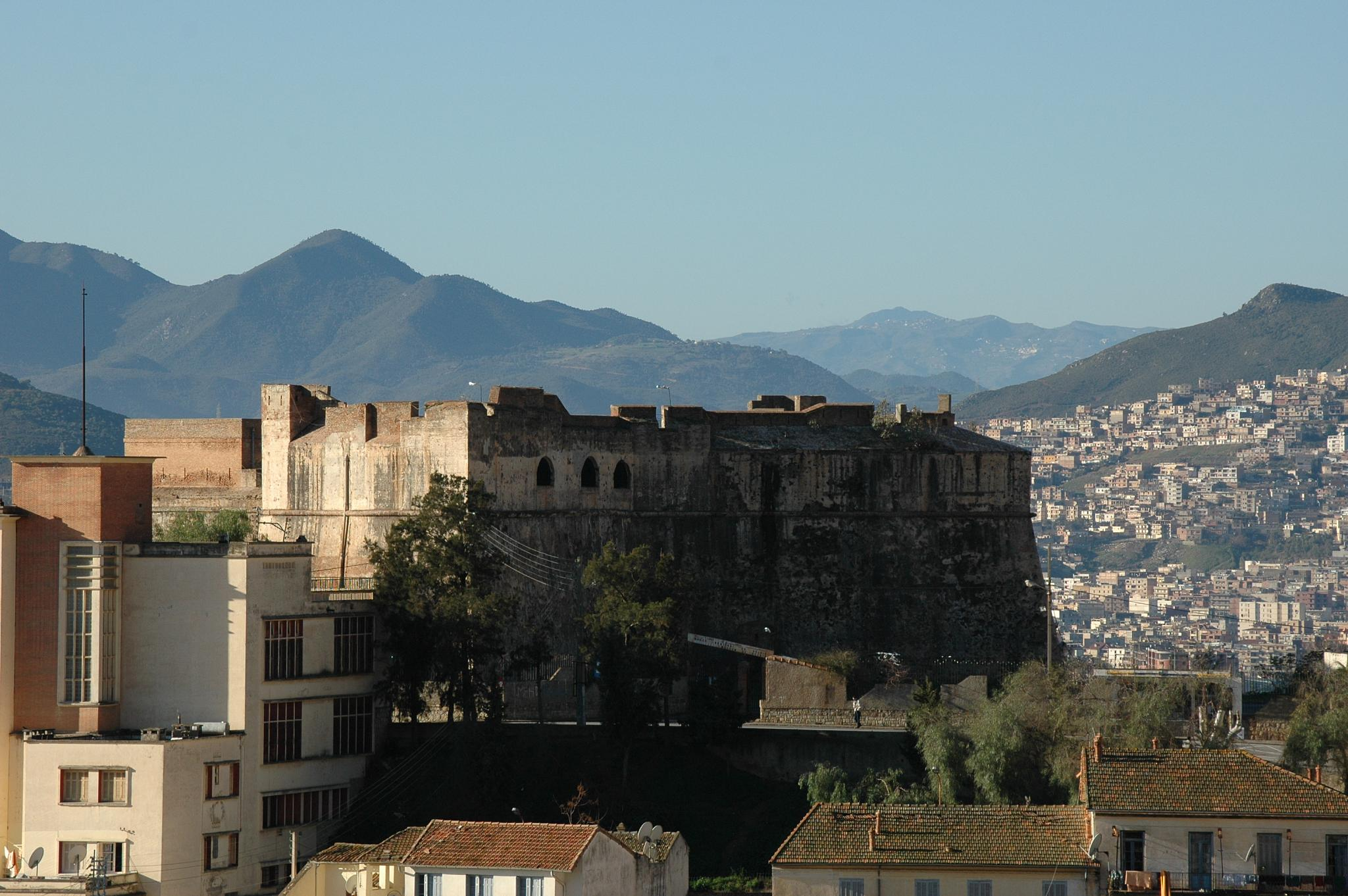
Borj Moussa.
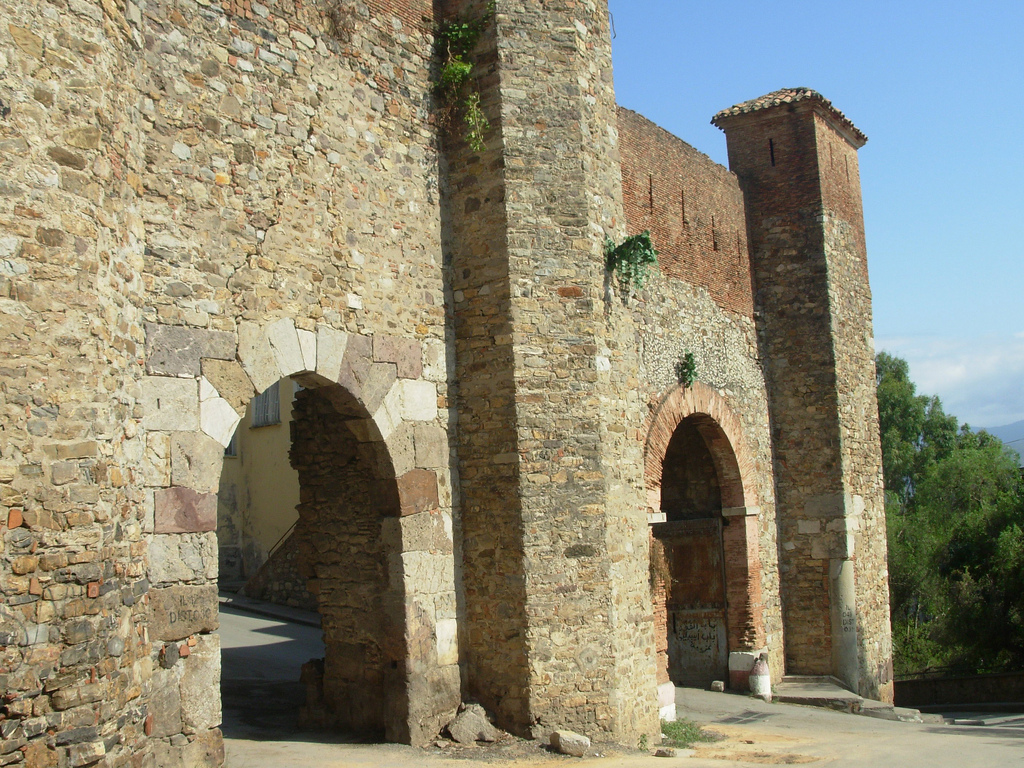
Bab Fouka.
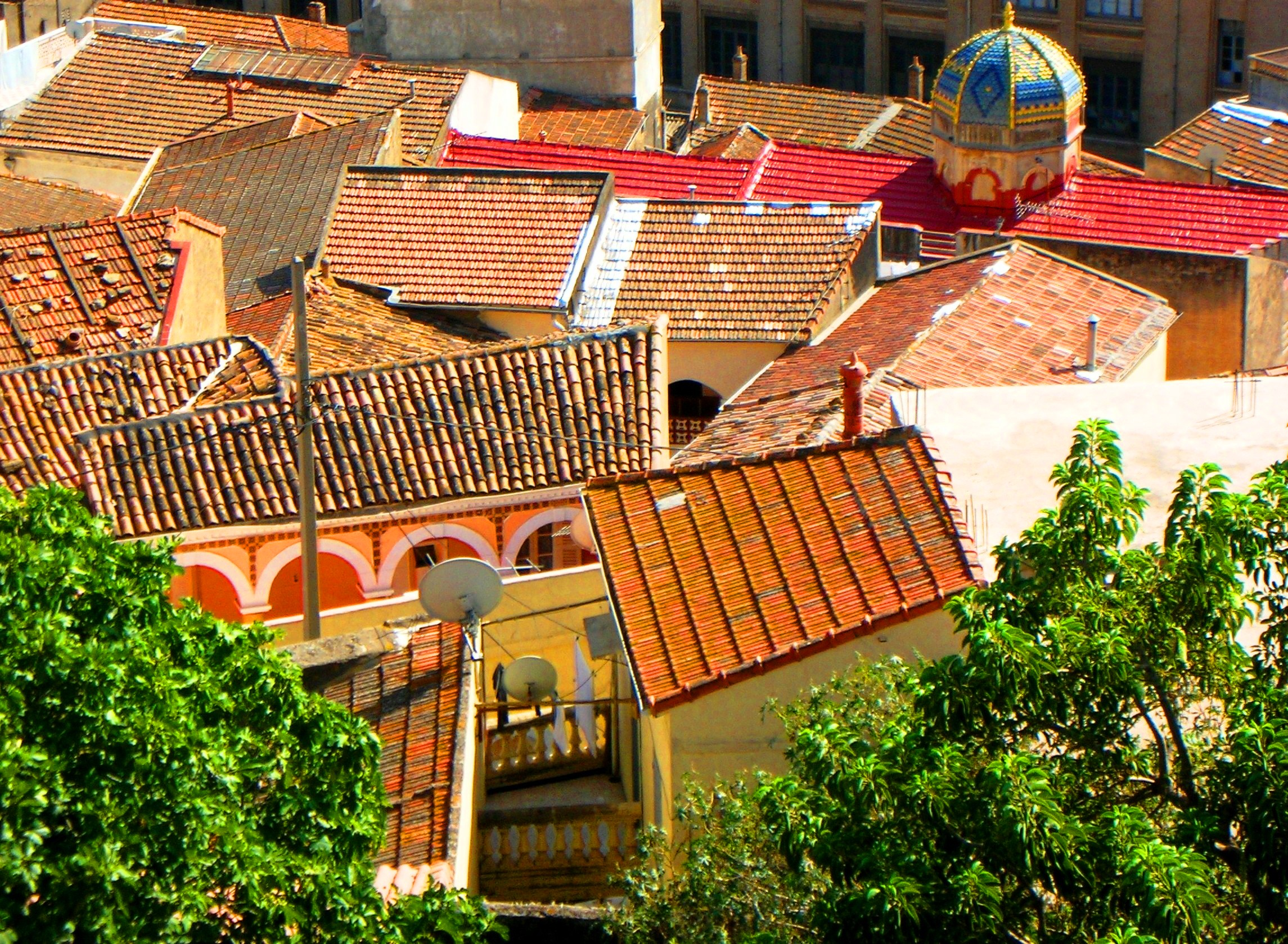
Le quartier karamane et l'ancienne synagogue de Béjaïa.
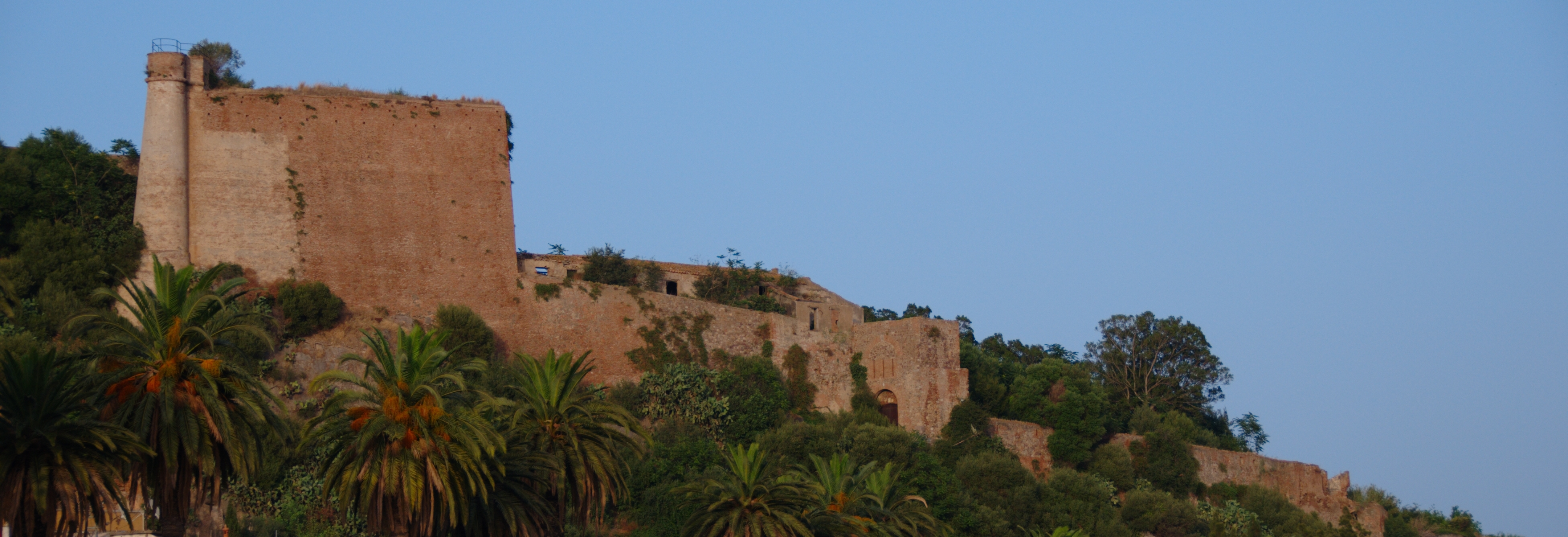
La Casbah de Béjaïa.
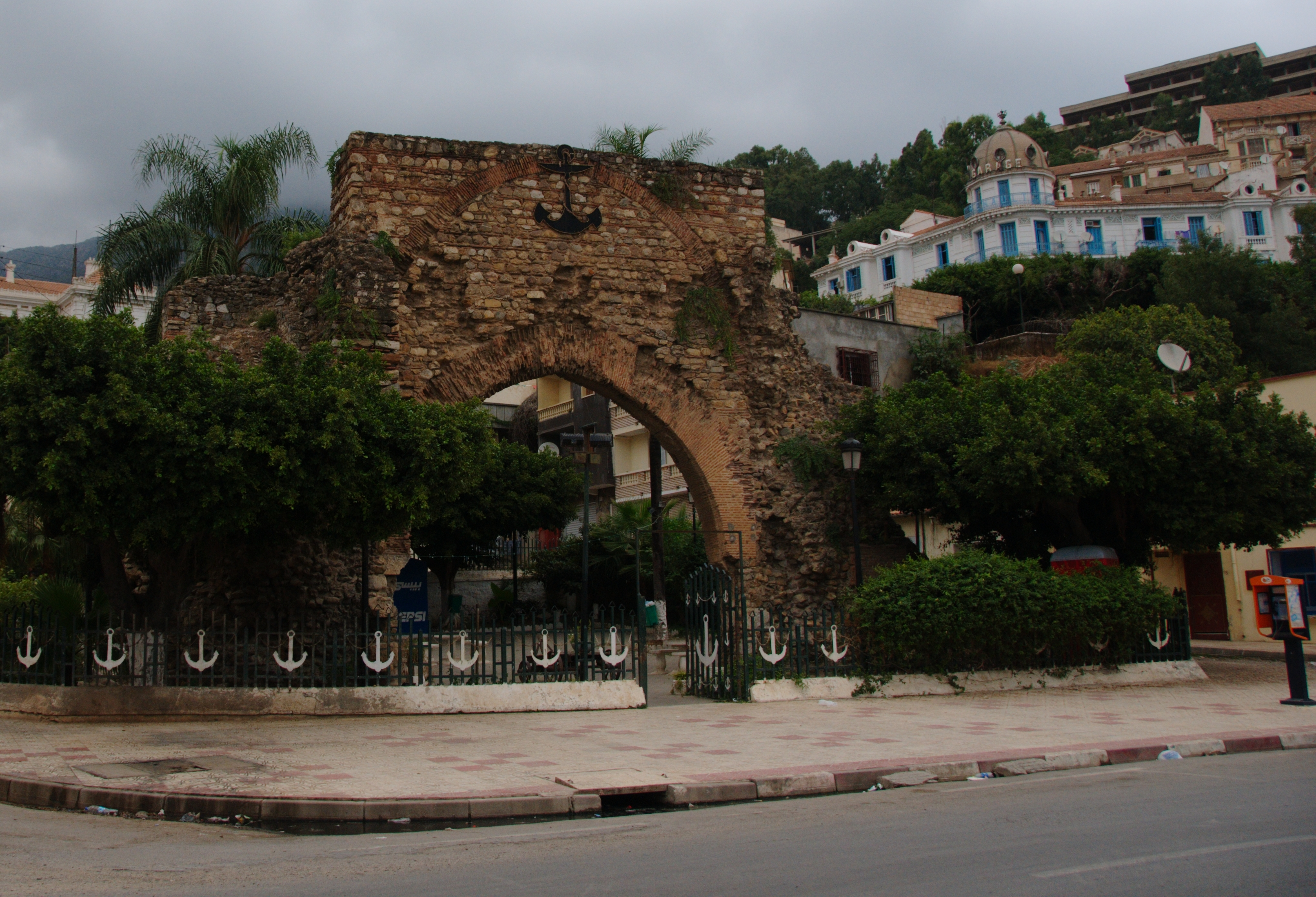
Bab el bhar.